# تروندهایم
تروندهایم یا تروندهیم (به نروژی: Trondheim) سومین شهر بزرگ نروژ است که در شهرستان سور تروندلاگ نروژ واقع شده‌است. این شهر اولین پایتخت نروژ بود که بعدها پایتخت به اسلو انتقال یافت.
تروندهایم بزرگترین شهر کرانه‌ای در کناره دریای نروژ است. بر پایه آمار ۲۰۰۸ جمعیت این شهر ۲۵۵۳۲۰ تن می‌باشد.

## تاریخچه
پادشاه وایکینگ اولاف تریگواسون در ۹۹۷ میلادی این شهر را کائوپانگن (به معنای مرکز دادوستد) خواند. پس از چندی آنجا را نیداروس خواندند. این شهر تا ۱۲۱۷ میلادی پایتخت نروژ بود.
هارالد موبور و پسرش هاکون یکم در این شهر بر تخت نشستند. در ۱۶۵۸ بر پایهٔ پیمان روسکیلده این شهر برای چندی بخشی از خاک سوئد شناخته شد.
در ۹ آوریل ۱۹۴۰ و در نخستین روز عملیات وزروبونگ آلمان نازی بر این شهر چیره‌شد و این چیرگی تا ۸ مه ۱۹۴۵ پایداربود.

## آتش‌سوزی
این شهر در درازای تاریخ چندین بار دستخوش آتش‌‌سوزی گشته‌است. این آتش‌سوزی‌ها در سال‌های ۱۵۹۸، ۱۶۵۱، ۱۶۸۱، ۱۷۰۸، ۱۷۱۷ (دو آتش‌سوزی در یک‌سال)، ۱۷۴۲، ۱۷۸۸، ۱۸۴۱ و ۱۸۴۲ رخ‌داده‌اند. آتش‌سوزی ۱۶۵۱، ۹۰ درصد ساختمان‌های شهر را از میان برد.

## دانشگاه‌ها
دانشگاه فنی و علوم طبیعی نروژ با ۲۵هزار دانشجو در این شهر جای دارد.

## جستارهای وابسته

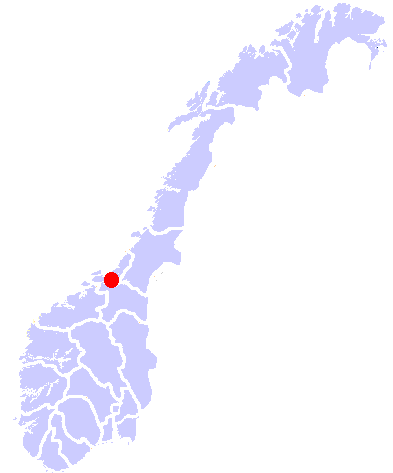